# Andrzej Wroński
Andrzej Adam Wroński (Kartuzy, Poljska, 8. listopada 1965.) je bivši poljski hrvač te svjetski, europski i olimpijski prvak.

## Karijera
Wroński je hrvanje počeo trenirati u hrvačkom klubu Morena Żukowo da bi 1984. nastavio u varšavskoj Legiji. Prvi veliki uspjeh ostvario je već na Olimpijadi u Seulu gdje je u finalu pobijedio njemačkog protivnika Gerharda Himmela da bi godinu potom postao i europski prvak u finskom Ouluu.
Hrvač u Barceloni nije uspio obraniti titulu olimpijskog pobjednika te je bio četvrti makon poraza od Bjelorusa Sjarheja Dzemjaškeviča. Međutim, Wroński je te godine osvojio svoj drugi europski naslov na prvenstvu u Kopenhagenu. Kao trofejnu godinu, Andrzej Wroński može smatrati 1994. kada je osvojio svjetski i europski naslov dok je u domovini proglašen sportašem godine.
Andrzej Wroński svoje drugo olimpijsko zlato osvaja u Atlanti da bi na sljedećoj Olimpijadi u Sydneyju dobio čast nošenja poljske zastave na svečanoj ceremoniji otvaranja igara.
Završetkom sportske karijere postao je MMA trener u klubu Akademia Sarmatia iz Gdanjska. Sudjelovao je u jednom egzibicijskom meču protiv sunarodnjaka i olimpijskog pobjednika Paweła Nastule te je zaposlen kao časnik u poljskoj vojsci. Također, bio je i politički aktivan te se na izborima 2010. nalazio na listi poljskog premijera Jarosława Kaczyńskog, odnosno njegove stranke Pravo i pravda.
Također, 2015. je nastupio na Svjetskom veteranskom hrvačkom prvenstvu u Ateni.

## Ordeni
Zbog svojih sportskih postignuća, Wrońskom je dosad tri puta dodijeljivano ordenje Reda Polonia Restituta (PR):
Krzyż KawalerskI (viteški križ, peta klasa): 1988.
Krzyż Oficerski (časnički križ, četvrta klasa): 1995.
Krzyż Komandorski (zapovjednički križ, treća klasa): 1996.

## Vanjske poveznice
- Profil Wrońskog na Sports-reference.com  Arhivirana inačica izvorne stranice od 6. ožujka 2009. (Wayback Machine)